# Primärvård
Primärvård är en del av den öppna hälso- och sjukvården i Sverige. Enligt Hälso- och sjukvårdslagen ska primärvården "utan avgränsning vad gäller sjukdomar, ålder eller patientgrupper ... svara för befolkningens behov av sådan grundläggande medicinsk behandling, omvårdnad, förebyggande arbete och rehabilitering som inte kräver sjukhusens medicinska och tekniska resurser eller annan särskild kompetens".
Den svenska primärvården har sina rötter i det gamla statliga provinsialläkarväsendet från 1600-talet. Det var den instans inom sjukvården som hade ansvarar för hälsotillståndet hos befolkningen inom ett geografiskt avgränsat område, primärvårdsområde, som i regel bestod av en kommun eller en del av en kommun. Numera varierar organisationen för primärvården mellan regionerna (f.d. landstingen). Det beror bland annat på att det har införts olika former av vårdvalssystem, som innebär att regionerna ger olika aktörer i uppdrag att driva, och i viss mån själva utforma, den vård som utförs inom primärvårdens ram.
Primärvården ger den vård som de flesta patienter har behov av. De patienter som inte kräver sjukhusens tekniska och medicinska resurser tar vårdcentralerna hand om för medicinsk behandling, rehabilitering, omvårdnad och förebyggande arbete. Patienter med kroniska sjukdomar, exempelvis diabetes, går till vårdcentralen för regelbundna kontroller. 
Läkaren på vårdcentralen ställer oftast den första diagnosen vid allvarligare åkommor. Patienten får remiss till specialistmottagning om vårdcentralen inte kan ge behandling eller diagnos.
Flera yrkeskategorier arbetar inom primärvården: läkare, psykologer, sjuksköterskor, medicinska sekreterare, barnmorskor, fysioterapeuter, undersköterskor, arbetsterapeuter, kuratorer och logopeder. Läkarna är specilistutbildade inom allmänmedicin och sjuksköterskorna har ofta en specialistutbildning till distriktssköterska.
Primärvården sysslar även med hemsjukvård, baserad på läkare, distriktssköterskor och undersköterskor.